# تمساح آب‌شیرین
تمساح آب‌شیرین (نام علمی: Crocodylus johnsoni) نام یک گونه از سرده گاندوها است.

## نگارخانه

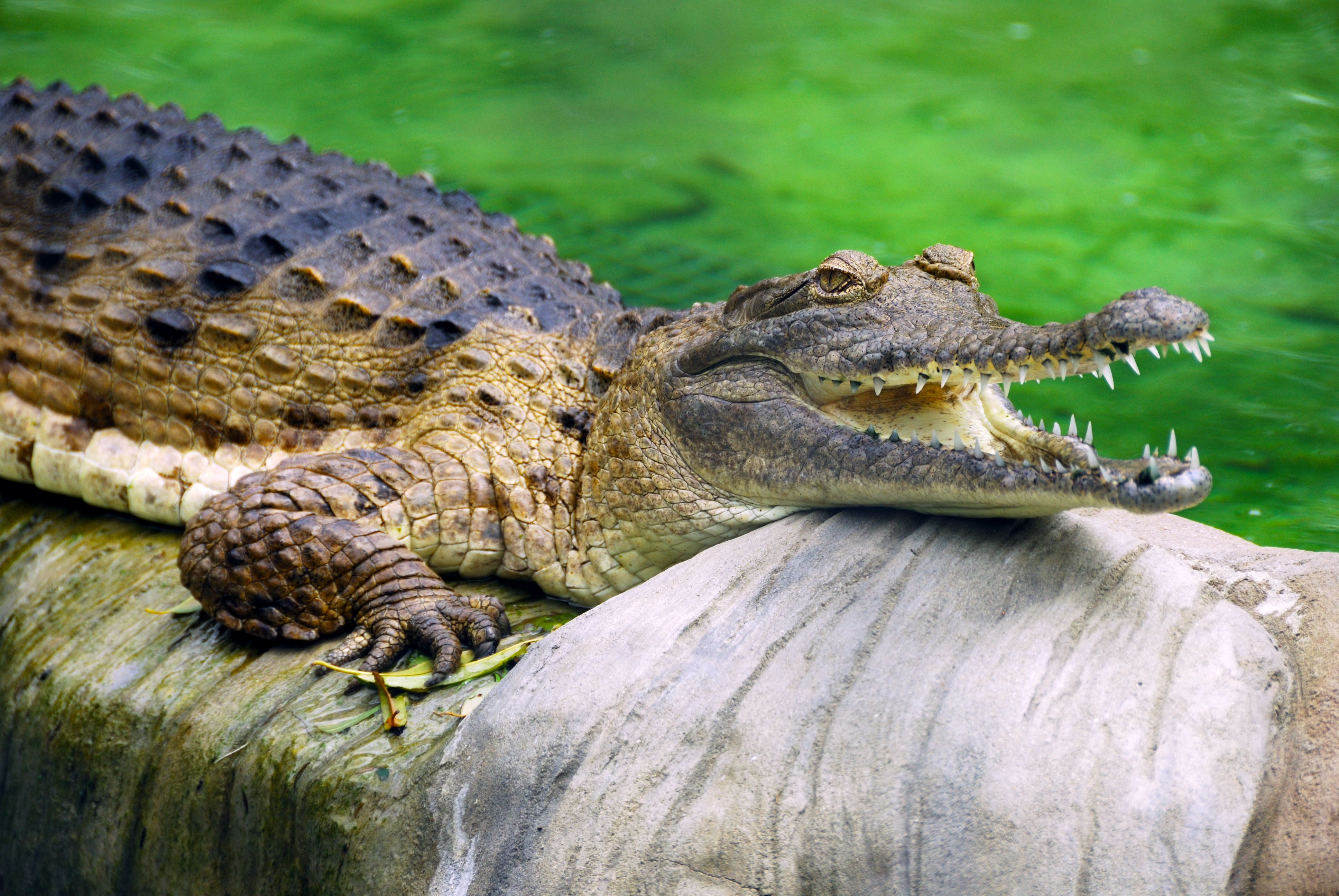
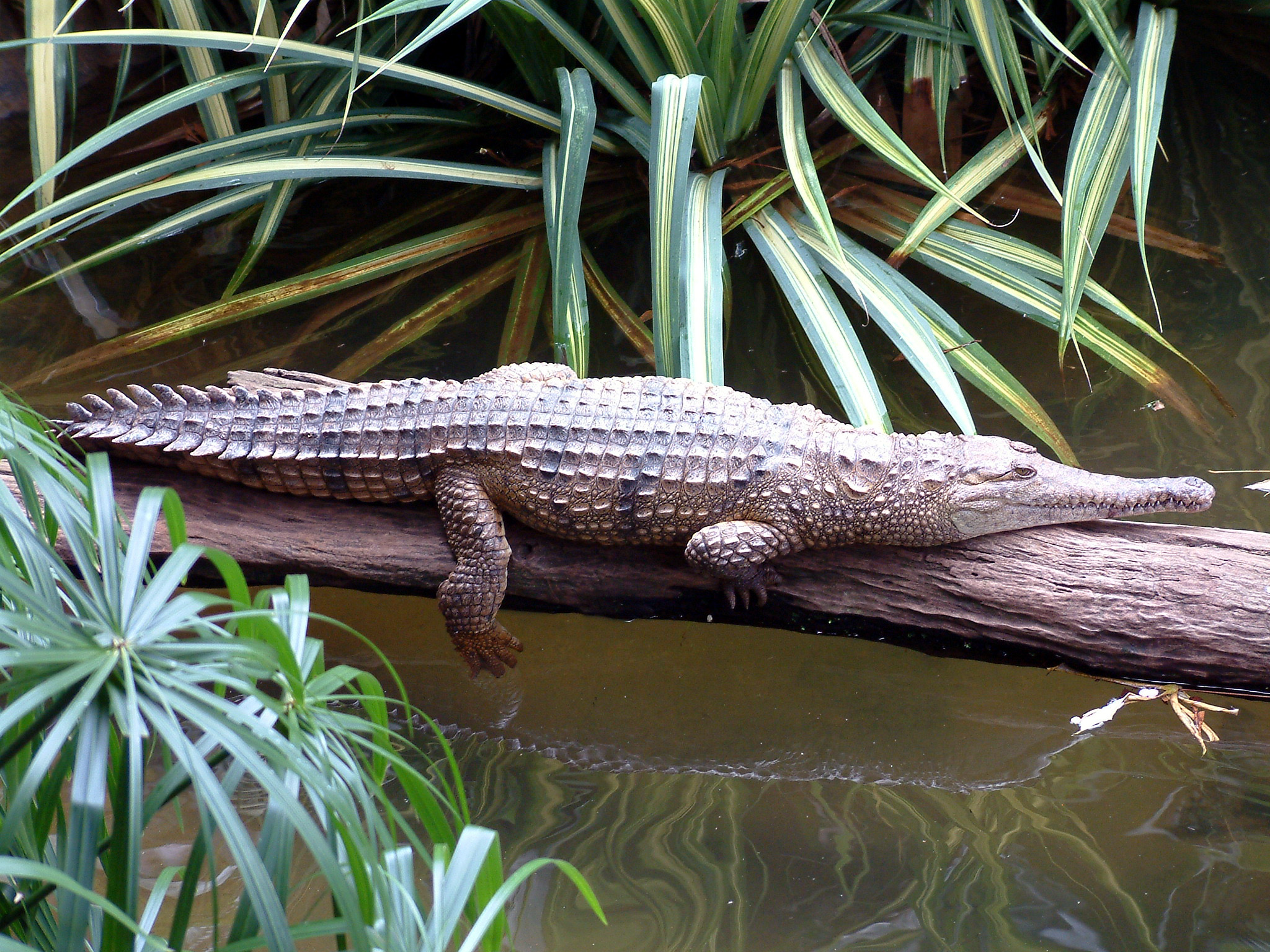